# Hermann Heller (Künstler)
Hermann Vinzenz Heller (* 22. August 1866 in Wien-Hietzing; † 8. Juni 1949 in Schleppenhof bei Klagenfurt) war ein österreichischer Maler, Bildhauer und Arzt sowie Lehrer an der k.k. Kunstgewerbeschule (Universität für angewandte Kunst Wien) des k.k. Österreichischen Museums für Kunst und Industrie (Museum für Angewandte Kunst), an der Technischen Hochschule in Wien (Technische Universität Wien) und an der Wiener Akademie der Bildenden Künste.

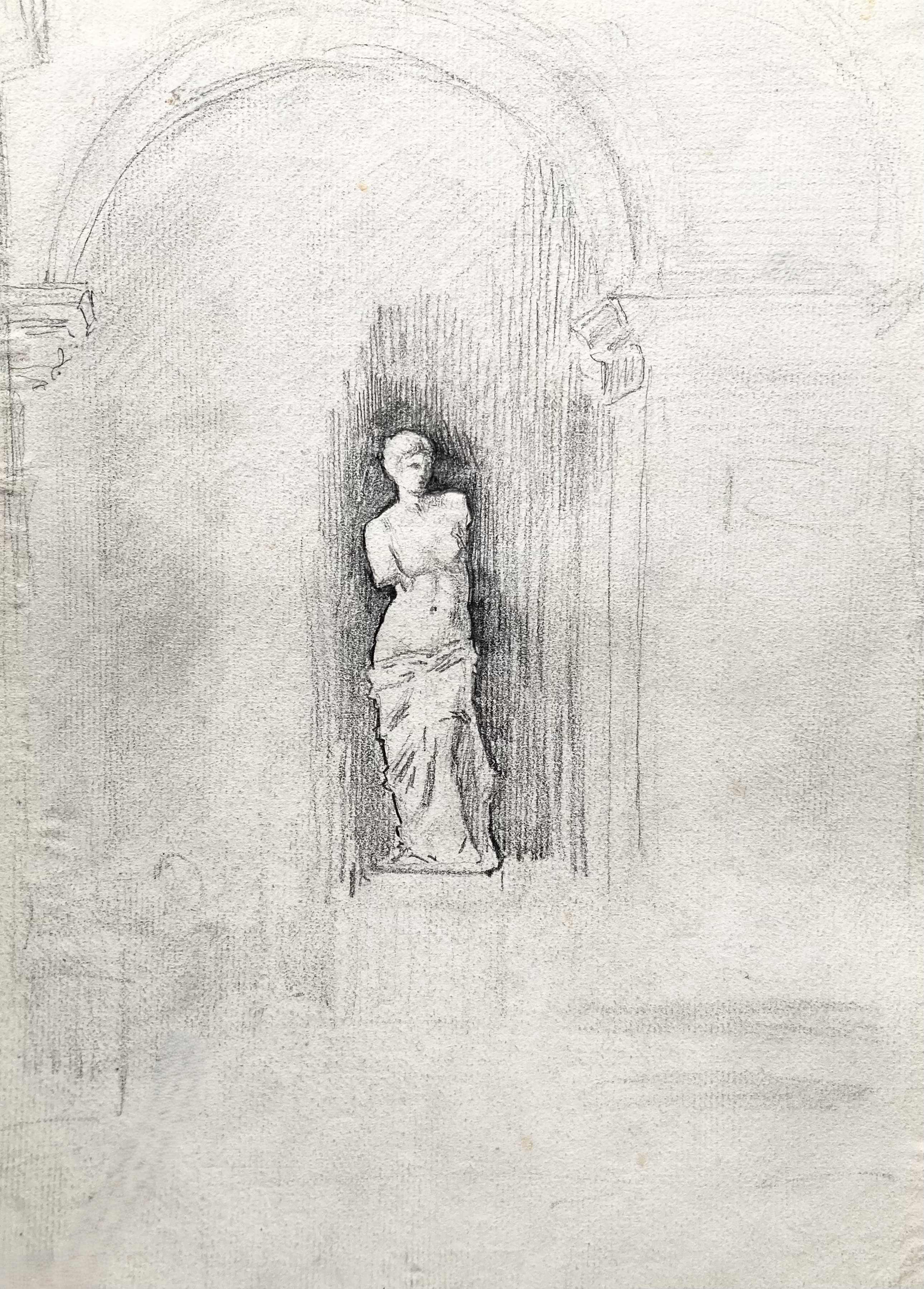
Venus von Milo (Louvre, Paris), Hermann Heller, 1900, Bleistift/Papier, 29,5 cm × 22 cm.

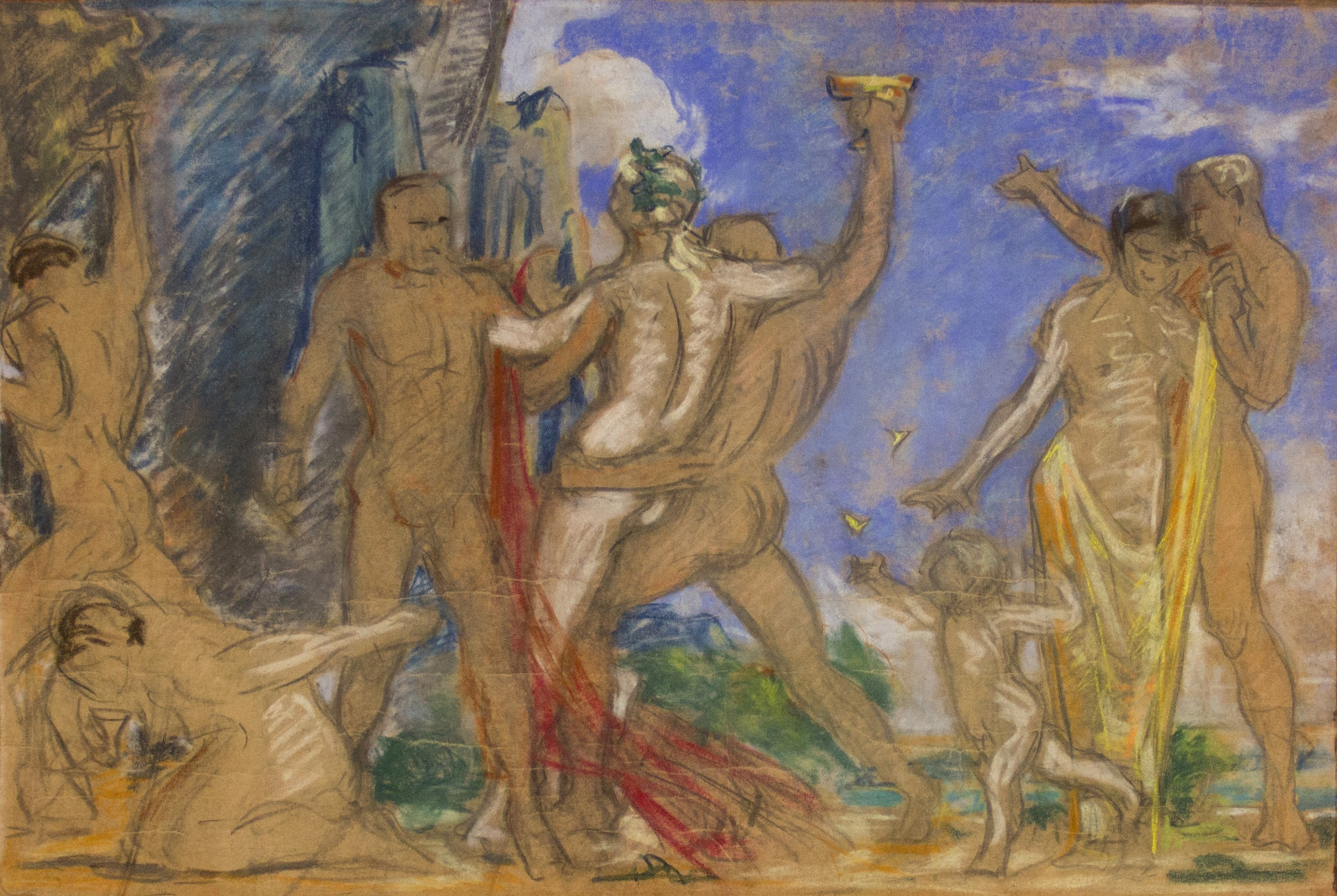
Herakles am Scheideweg (Entwurf), Triptychon, Ausschnitt (linkes Bild), Hermann Heller, Bleistift, Pastell auf Papier, 1900. Gesamtabmessungen 95 × 290 cm, Kunstsammlung und Archiv der Universität für angewandte Kunst Wien, Inv.-Nr. 1512.

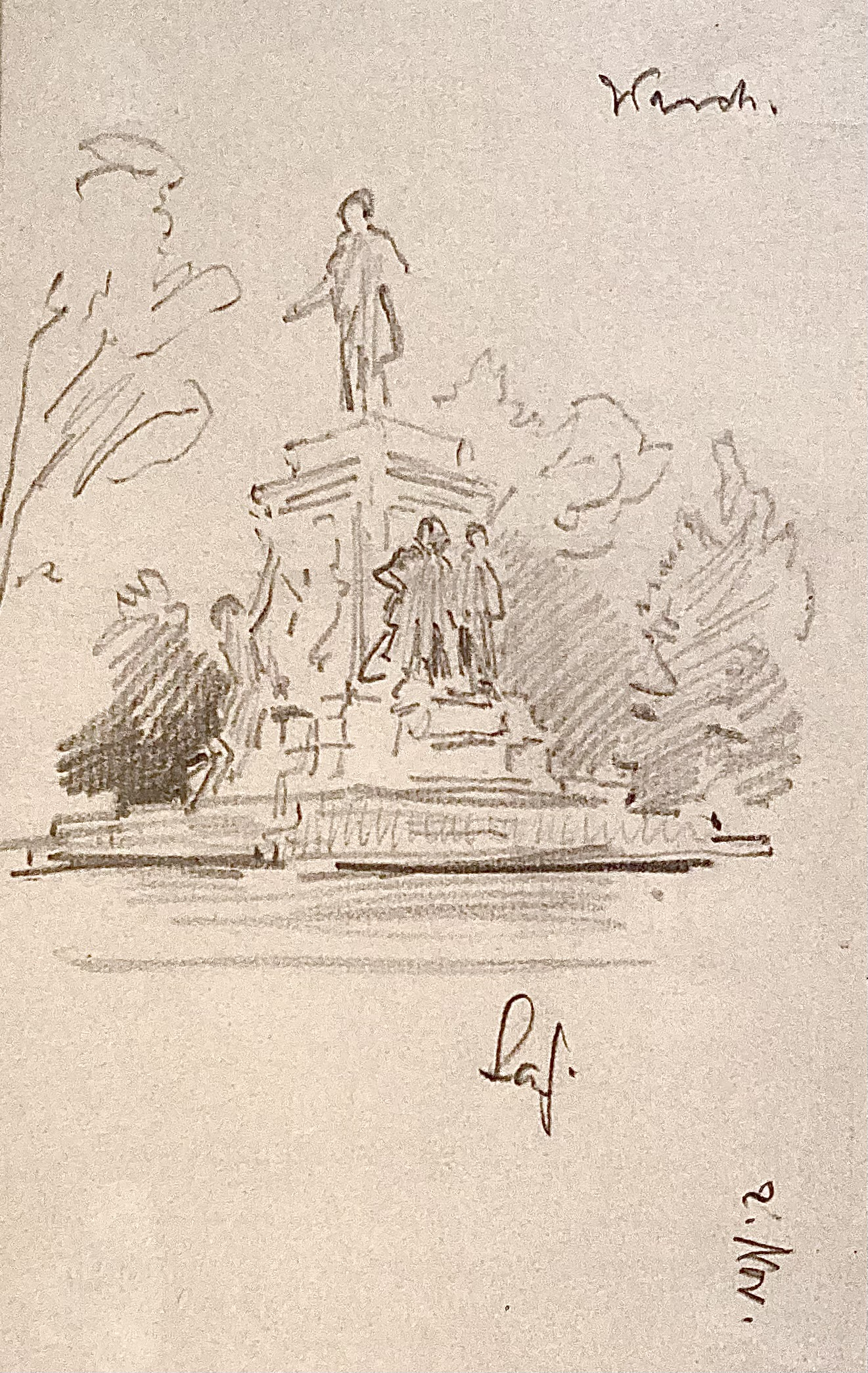
General Marquis Gilbert de Lafayette - Denkmal (Washington DC), Hermann Heller, 8. November 1903, Bleistift/Papier, 22,5 cm × 14,1 cm.

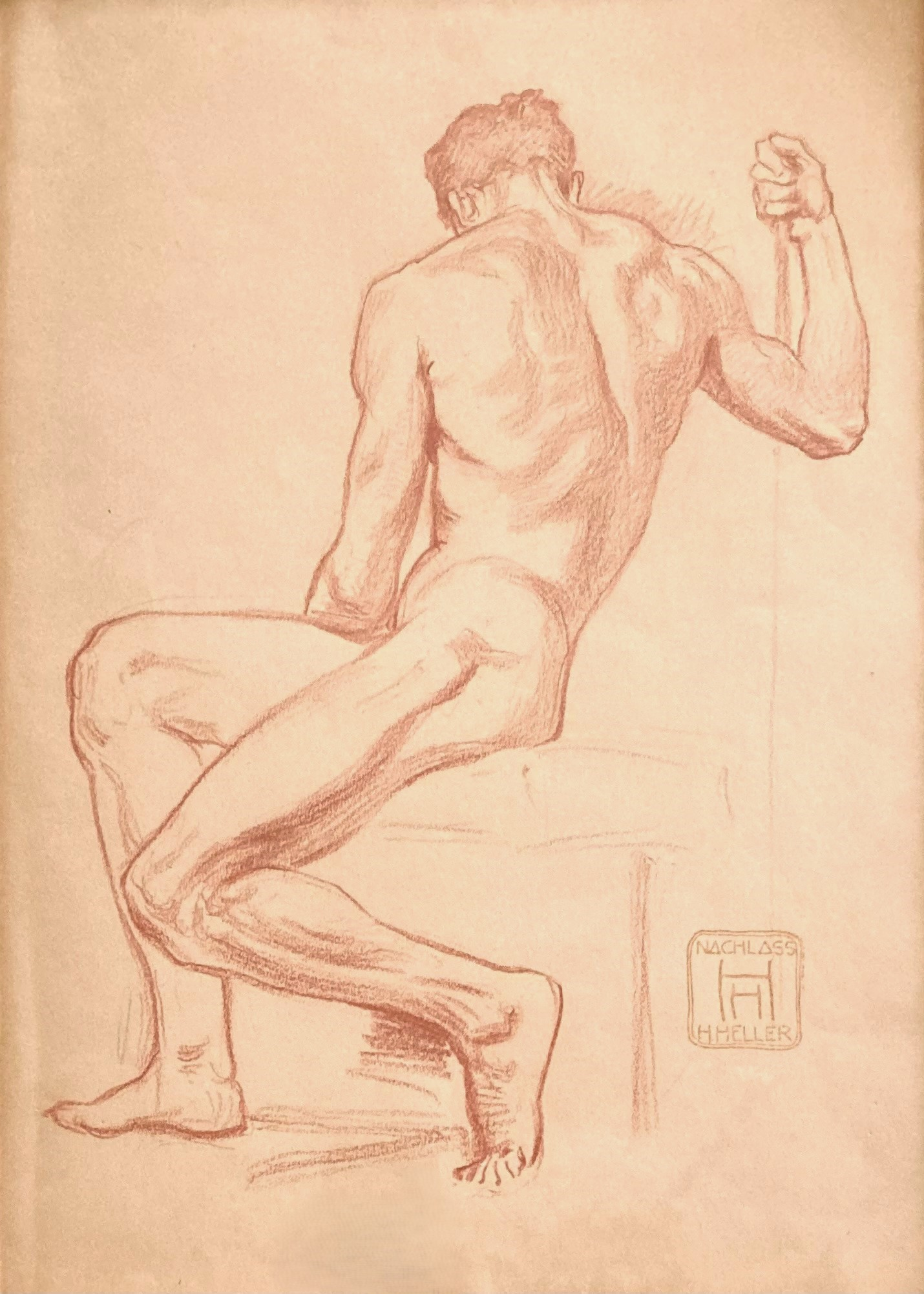
Männerakt, Hermann Heller, 1915, Rötel/Zeichenkarton, 40,5 cm × 28,7 cm.

## Leben
Hermann Heller wurde als Sohn des Rechtsanwalts Joseph V. Heller in Hietzing geboren und erhielt bereits früh Privatunterricht in Zeichnen. Nach der Matura am humanistischen Mariahilfer Gymnasium im Jahr 1888 begann er ein Studium der Malerei an der Akademie der bildenden Künste, ebenso ein Medizin-Studium an der Universität Wien. 1895 schloss er beide Studien erfolgreich ab. Danach wurde er Korvettenarzt und 1897 nach Kreta versetzt. Im Jahr 1900 führte ihn ein Forschungsstipendium nach Paris, Brüssel, Amsterdam, London, Bern und Basel. 1903 habilitierte sich Heller an der Technischen Hochschule in Wien für die „Lehre vom Bau der menschlichen Gestalt“ und veröffentlichte sein Werk Grundformen des menschlichen Antlitzes. Im Herbst des Jahres unternahm Heller gemeinsam mit dem Direktor der Kunstgewerbeschule, Felician von Myrbach, und Michael Powolny, eine Reisen nach New York, Washington und 1904 zur Weltausstellung in St. Louis, für die er vor Ort für den Österreich-Pavillon Skulpturen schuf. Danach schloss er ein weiteres Studium der Bildhauerei an der Akademie der bildenden Künste an. Nach Abschluss seines dritten Studiums war er 1906 bis 1918 als Lehrer an den drei Wiener Hochschulen (s. o.) tätig (ab 1911 zum außerordentlichen Professor ernannt), zuweilen mit Unterbrechung von Reisen oder Einsätzen als Marinearzt. 1913 heiratete er seine Schülerin Vilma Grömmer. 1913/19 publizierte er die Proportionstafeln der menschlichen Gestalt (Verlag Anton Schroll, Wien). 1921 wurde dem Ehepaar die Tochter Hermine (spätere Kunsthistorikerin, † 2008) geboren. 1928 wurde Heller zum Ordentlichen Hochschulprofessor an der Akademie der bildenden Künste Wien ernannt. 1932 wurde er Mitglied des Wiener Künstlerhauses. 1935 wurde ihm von der Technischen Hochschule der Titel eines Ordentlichen Hochschulprofessors verliehen. Seine Lehrtätigkeit erstreckte sich über mehrere Generationen junger Künstler – von Oskar Kokoschka bis Rudolf Hausner und Eduard Sekler.
Hellers Werk umfasst mehr als 500 Ölgemälde, Porträt-, Landschafts- und Aktzeichnungen, Porträtbüsten, Bronzen und Graphiken. Werke finden sich sowohl in Wiener Museen (Kunsthistorisches Museum, Albertina, Museum für angewandte Kunst, Wien Museum, Kunstsammlung der Universität für angewandte Kunst Wien) als auch in Museen der Bundesländer, des Auslandes wie in Privatsammlungen.

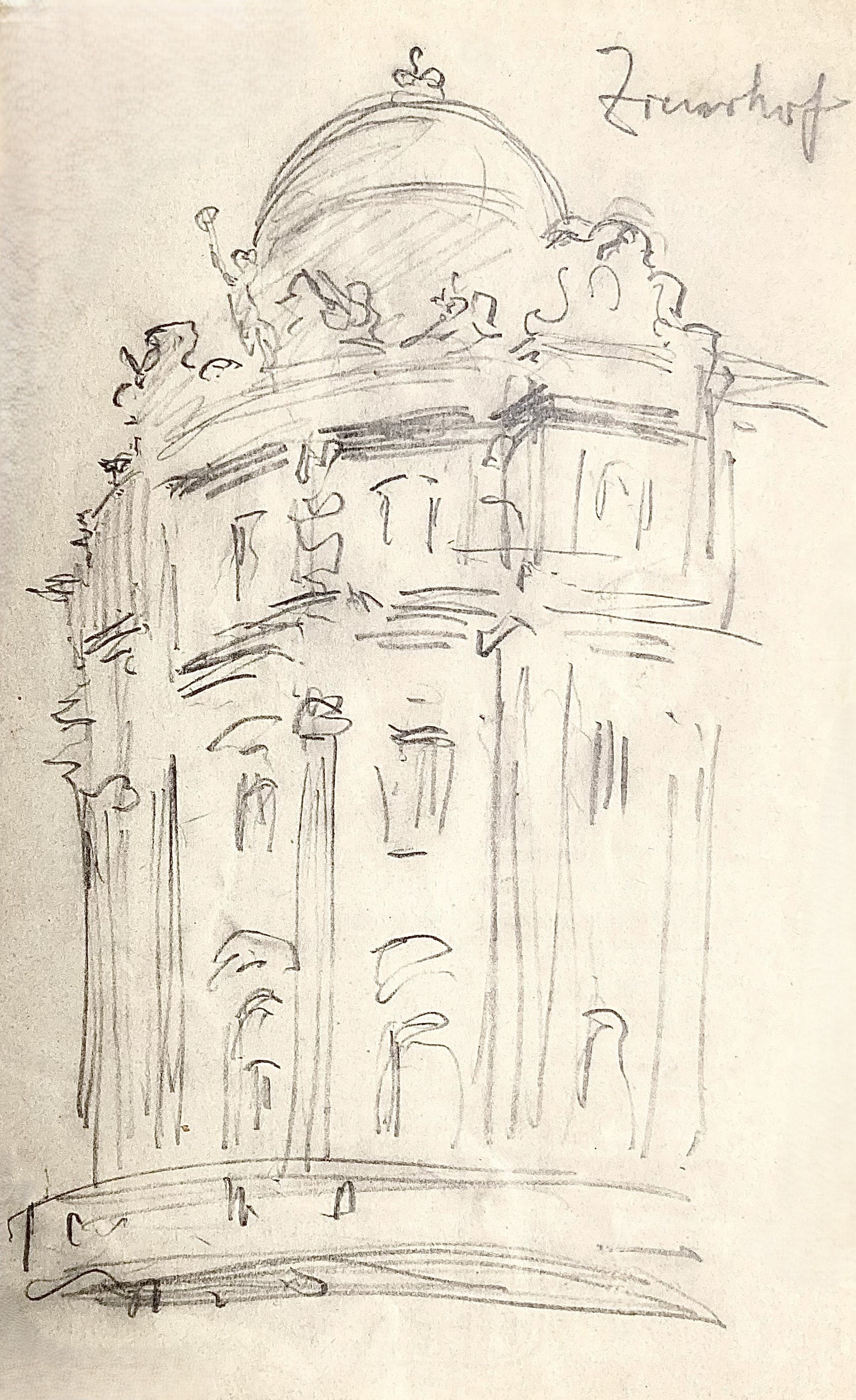
Ziererhof (ab 1896 Philipphof), Hermann Heller, um 1893, Bleistift / Papier, 16,5 × 10,3 cm.
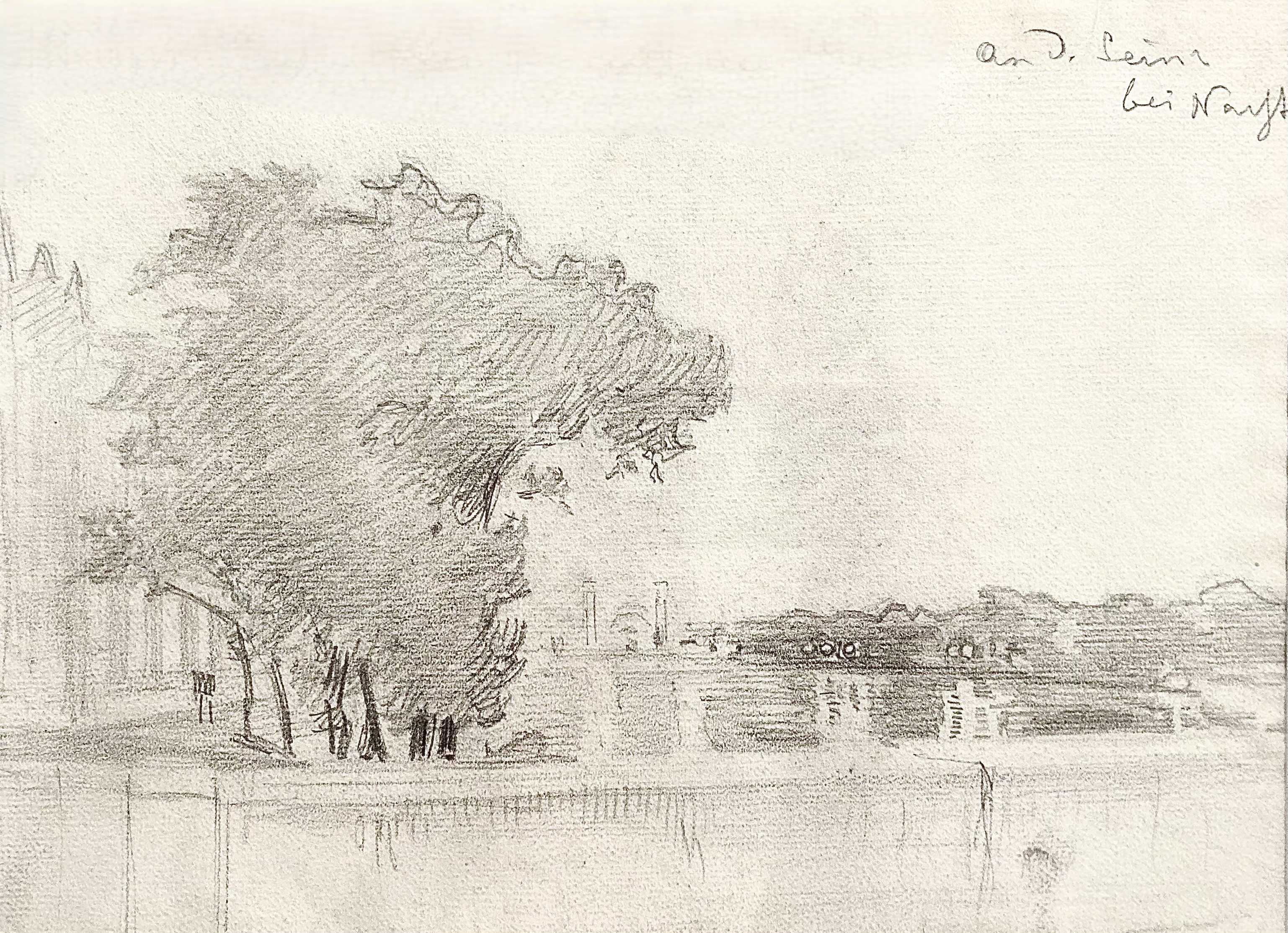
An der Seine bei Nacht, Hermann Heller, 1900, Bleistift / Ingres-Papier, 22,5 × 29 cm.
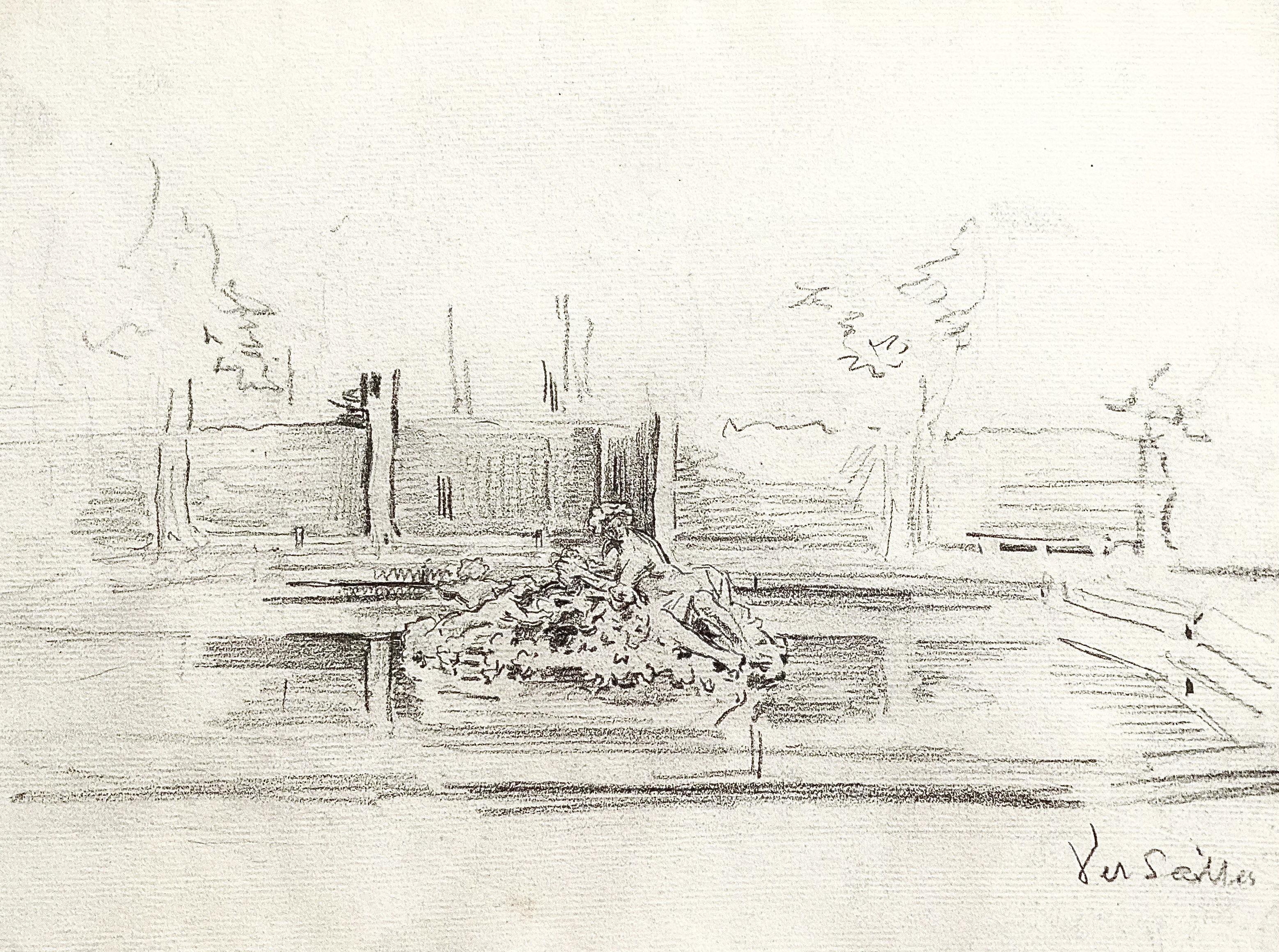
Versailles, Bassin de Flore, Hermann Heller, 1900, Bleistift / Ingres-Papier, 22,5 × 29 cm.
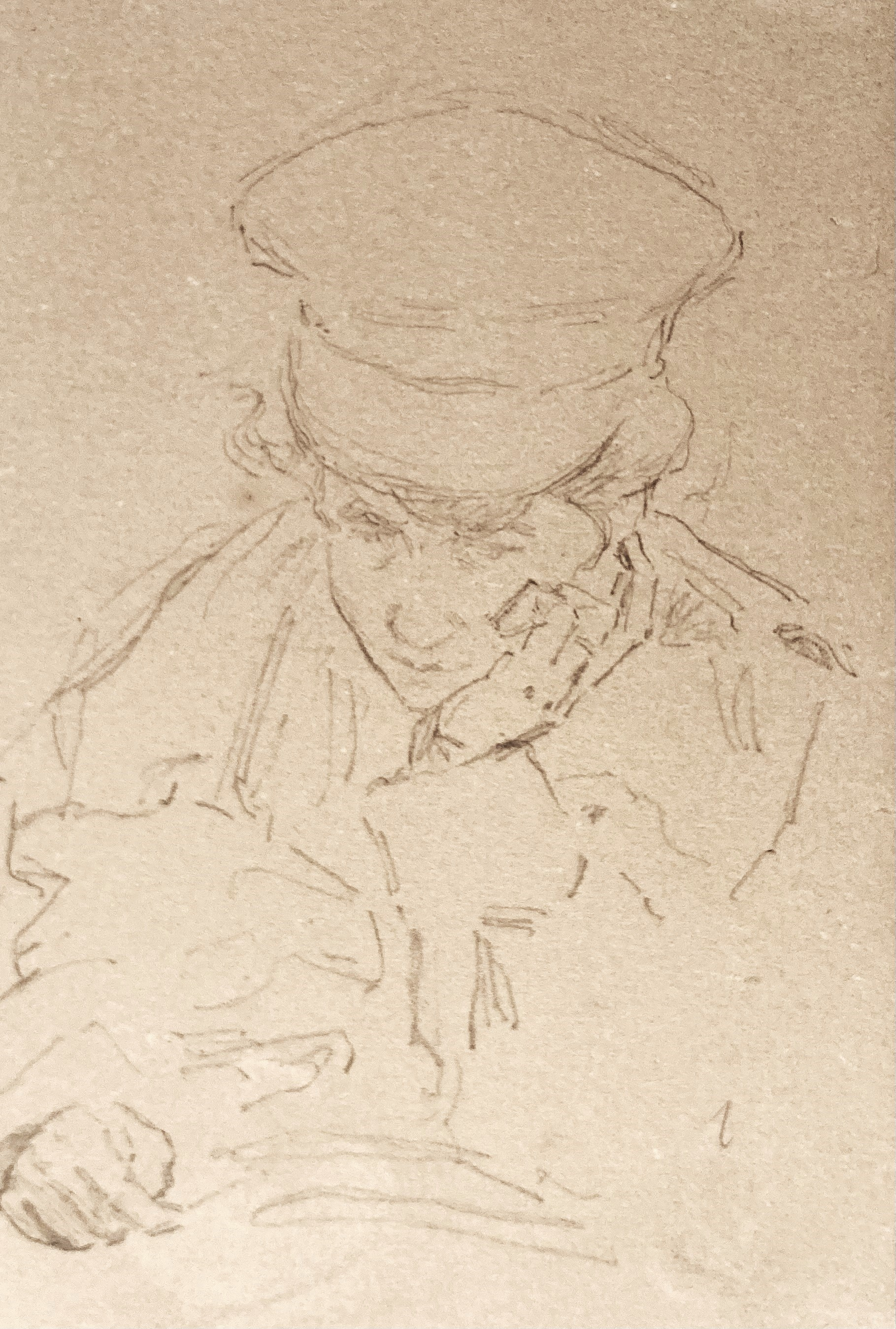
Lesender Reisender während einer Bahnfahrt in Amerika, Hermann Heller, 1903, Bleistift / Papier, 23 × 14 cm.